# Le Distrait
Le Distrait är en fransk komedifilm från 1970 i regi av Pierre Richard och i huvudrollen Pierre Richard, Marie-Christine Barrault och Bernard Blier. Filmen kombinerar element av slapstick, svart humor och romantisk komedi. Handlingen följer äventyr till Pierre Malaquet, en excentrisk och extremt tankspridd reklamchef.

## Rollista
- Pierre Richard ... Pierre Malaquet
- Marie-Christine Barrault ... Lisa Gastier
- Bernard Blier ... Alexandre Guiton
- Maria Pacôme ... Glycia Malaquet
- Catherine Samie ... Clarisse Guiton
- Micheline Luccioni ... Madame Gastier
- Tsilla Chelton ... Madame Cliston
- Paul Préboist ... Monsieur Klerdène
- Robert Dalban ... Mazelin
- Romain Bouteille ... Corbel
- Claude Evrard ... Figuier
- Jacques Monod ... Monsieur Malaquet
- François Maistre ... Monsieur Gastier
- Anne-Marie Blot ... Véronique Gastier
- Blanche Brondy ... den kvinna som faller
- Fanny Gaillard ...	France
- Robert Renaudin ... företrädaren för Plistax
- Yves Robert ... granne till Pierre

## Om filmen
- Det är den första filmen av Pierre Richard som regissör.
- Filmen var mycket lyckad, som lät Pierre Richard att börja sin filmkarriär.